# Canal 2
|  | Per a altres significats, vegeu «Canal 2 Andalucía». |

Canal 2 (també conegut com a TV-2) és un canal de televisió oberta salvadorenc, llançat el 30 de novembre de 1965. És propietat de Telecorporación Salvadorenca.

## Història
El 30 de novembre de 1965 Boris Eserski encapçala el grup d'empresaris que fonguin el Canal 2 de televisió, sobre la base de l'estació de ràdio Circuit YSR amb una transmissió en blanc i negre.
En els seus inicis, Canal 2 transmetia programes d'índole educatiu a nivell nacional, conformant així els inicis de la Televisió Educativa a El Salvador. En aquesta època, el Ministeri d'Educació va ser l'encarregat de la contractació d'un grup de mestres estrangers que impartien classes teòriques i pràctiques al personal que, més endavant, s'encarregaria de dirigir la Televisió Educativa propietat de l'Estat. Per a l'any de 1966, les telecomunicacions sofreixen un estancament i s'han de crear unions estratègiques entre Canal 2 i Canal 4, per a mantenir la programació a l'aire.
En la dècada dels anys vuitanta neix sota un mateix amo, Telecorporación Salvadorenca Canales 2, 4 i 6 (TCS), convertint-se la televisió privada salvadorenca en un monopoli. Encara que cada canal manejava el seu propi tipus de programació, els tres canals de televisió eren manejats sota una mateixa línia, alguna cosa que passava inadvertit per als televidents. TCS comptava amb una nova tecnologia que permetia veure les imatges a color i això posicionava al país dins dels més desenvolupats tecnològicament en l'àrea de les telecomunicacions a nivell centreamericà.
Als anys vuitanta, el monopoli de la televisió a El Salvador i el seu panorama va canviar com a producte de la guerra civil que el país va viure durant 12 anys, entre el 1980 i el 1992. La programació es va dedicar a evadir la realitat nacional que es vivia transmetent programes de diverses temàtiques com aventura, policíacs, texans, horror, llegendes, telenovel·les, etc., i tota la informació transmesa era estrictament monitoritzada per mantenir informat el públic sobre el que passava al camp de batalla a l'interior del país, ja que no es comptava amb un noticiero veraç que es dediqués a investigar i informar el que realment estava passant. Fins que el dia 2 de gener de 1995 neix el seu propi noticiari anomenat "Teledos", sent el reemplaçament de Teleprensa.

## Eslògans
| Període                  | Eslògan                    |
| ------------------------ | -------------------------- |
| 1977-1985                | Entreteniment periòdic     |
| 1985-1994 / 2015-present | Somrigui, està amb el dos  |
| 1995-2003                | Poder en programació       |
| 2003-2015                | El canal de la nostra gent |